# 二重奏 (遊戲)
《二重奏》是澳大利亚游戏开发商Kumobius在iOS和Android平台开发的动作游戏。玩家控制两颗颜色不同的圆珠，躲避过来的障碍。Android版首发时收录于Humble Mobile Bundle 6。

## 玩法
玩家旋转环形轨道上的两颗异色圆球，躲避前来的障碍物。只有圆珠避开所有障碍才能通关，而一旦圆珠撞到障碍物，关卡就会复位。关卡名称源自库伯勒－罗丝模型。

## 评价
游戏获得一般到积极的评价。游戏在2014年8月时，获得Metacritic79/100的汇总得分，以及GameRankings80%的汇总得分。评论称赞《二重奏》的操作与设计，但批评游戏难度过高。